# Asociația de Fotbal din Dominica
Asociația de Fotbal din Dominica este forul ce guvernează fotbalul în Dominica. Se ocupă de organizarea echipei naționale și a altor competiții fotbalistice din stat, precum Campionatul de fotbal din Dominica.